# こぐま座デルタ星
こぐま座δ星（こぐまざデルタせい）は、こぐま座の恒星で4等星。天の北極はこの星とポラリスとの中間あたりに位置している。

## 名称
学名はδ UMi, δ Ursae Minoris。固有名のイルドゥン (Yildun) は、トルコ語で「星」を意味する yıldız に由来する。これはルネサンス期にトルコ語で星を意味する一般名詞が北極星を指す固有名詞であると誤解されたことによる。2016年8月21日、国際天文学連合の恒星の命名に関するワーキンググループ (Working Group on Star Names, WGSN) は、Yildun をこぐま座δ星の固有名として正式に承認した。